# 볼츠와 블립
《볼츠와 블립》(영어: Bolts and Blip)는 2010년부터 1년 동안 캐나다의 툰박스 엔터테이먼트와 공동 제작한 3D 애니메이션이다.

## 등장 인물
- 블립 (성우 : 김일)
- 볼츠 (성우 : 최정호)
- 세이디 (성우 : 조진숙)
- 그리드아이언 (성우 : 정훈석)
- 웰더 (성우 : 곽윤상)
- 타이거 잭슨 (성우 : 유동균)
- 블러드 박사 (성우 : 이장원)
- 토미 박사 (성우 : 홍진욱)
- 스티브 (성우 : 김선혜)